# Тітаєв Сергій Борисович
Сергі́й Бори́сович Тіта́єв — сержант Збройних сил України, учасник російсько-української війни 2014—2017.

## Нагороди
За особисту мужність і героїзм, виявлені у захисті державного суверенітету та територіальної цілісності України, вірність військовій присязі під час російсько-української війни, відзначений — нагороджений
- 13 серпня 2015 року — орденом «За мужність» III ступеня.